# Skoki na trampolinie
Skoki na trampolinie – poddyscyplina gimnastyki akrobatycznej uprawiana z użyciem trampoliny (batutu).

## Wstęp
W skokach na trampolinie rozgrywane są konkurencje: 
- skoki indywidualne kobiet i mężczyzn;
- skoki synchroniczne kobiet i mężczyzn.

Zawodnicy wykonują 
- jeden układ obowiązkowy, który zawiera pewne wymogi, przypisane elementy oraz
- dwa układy dowolne.

Układ składa się z 10 elementów, których suma trudności składa się na trudność układu. Na zawodach zawodnicy otrzymują punkty za trudność układu. Sędziowie oceniają układ w skali 0 - 10,0. Oceniana jest wysokość skoku, amplituda skoków (różnica wysokości pierwszego i ostatniego skoku), skoki w tzw. prostokącie - za każde wyjście poza jego obrys są odejmowane punkty, technika wykonania, płynność łączenia elementów oraz zakończenie układu (jeżeli zawodnik nie zatrzyma się w odpowiedniej chwili, sędziowie odejmują 0,3 punktów od oceny układu).
Skoki synchroniczne polegają na wykonaniu tych samych układów w tym samym czasie przez dwóch zawodników. W konkurencji synchronów bierze się pod uwagę synchroniczność zawodników wykonujących układ.
Na igrzyskach olimpijskich rozgrywane są jedynie konkursy indywidualne (zarówno kobiet, jak i mężczyzn). Składają się one z dwóch faz. W pierwszej fazie (kwalifikacyjnej) zawodnicy prezentują dwa układy. Najlepiej ocenieni rywalizują w fazie medalowej, prezentując swój finałowy pokaz.

## Klasy
Skoki na trampolinie dzielą się na poszczególne klasy (etapy trudności): Pierwszy Krok, klasa Młodzieżowa, III, II, I i Mistrzowska. Im wyższy stopień tym trudniejsze elementy, najtrudniejsza jest klasa Mistrzowska. W zależności od klasy w układach są wymagane różne elementy.
- W klasie Pierwszy Krok wymagane występują łatwe do wykonania elementy, między innymi pad na brzuch, siady, półobroty, pad na plecy, nie ma w układzie żadnych salt ani elementów trudniejszych. Klasa Pierwszy Krok charakteryzuje się tą cechą, że jako jedyna z klas sportowych nie ma układu dowolnego - układy zostały wcześniej już ułożone.
- W klasie młodzieżowej w znajduje się salto kuczne w tył i baran kuczny oraz proste wyskoki (pad na brzuch, siad prosty, wyskok rozkroczny, czyli tzw. poziomka).
- W klasie III są pojedyncze salta (jedno z półobrotem, zwane baranem, salto kuczne w tył, proste w tył oraz salto łamane w tył) i różne wyskoki (wyskok kuczny, rozkroczny), obroty.
- W klasie II do pojedynczych salt dochodzi śruba w tył (salto z całym obrotem (360) wokół własnej osi)oraz obowiązkowo element w przód na plecy zwany lotką lub salto w tył na brzuch (proste, kuczne, łamane) – zależnie od wyboru zawodnika.
- W klasie I jest wymagane podwójne salto, w układzie obowiązkowym musi być co najmniej dziewięć salt, a w układzie dowolnym dziesięć salt. W zależności od wyboru zawodnika może to być podwójne salto w przód bądź w tył w dowolnej pozycji (kucznej, prostej, łamanej).
- Natomiast w klasie mistrzowskiej do podwójnych salt dochodzą obroty, śruby. W układzie dowolnym przeważnie mężczyźni wykonują nawet potrójne salta. W układzie dowolnym w klasie mistrzowskiej bardzo rzadko wykonywane są zwykłe, pojedyncze salta.

## Medaliści olimpijscy w skokach na trampolinie

### Mężczyźni
| Lp | Rok i miejsce       | Złoto                | Srebro               | Brąz                  |
| -- | ------------------- | -------------------- | -------------------- | --------------------- |
| 1. | Los Angeles 1932    | Rowland Wolff        | Edward Gross         | William John Herrmann |
| 2. | Sydney 2000         | Aleksandr Moskalenko | Ji Wallace           | Mathieu Turgeon       |
| 3. | Ateny 2004          | Jurij Nikitin        | Aleksandr Moskalenko | Henrik Stehlik        |
| 4. | Pekin 2008          | Lu Chunlong          | Jason Burnett        | Dong Dong             |
| 5. | Londyn 2012         | Dong Dong            | Dmitrij Uszakow      | Lu Chunlong           |
| 6. | Rio de Janeiro 2016 | Uładzisłau Hanczarou | Dong Dong            | Gao Lei               |

### Kobiety
| Lp | Rok i miejsce       | Złoto               | Srebro           | Brąz              |
| -- | ------------------- | ------------------- | ---------------- | ----------------- |
| 1. | Sydney 2000         | Irina Karawajewa    | Oksana Cychułowa | Karen Cockburn    |
| 2. | Ateny 2004          | Anna Dogonadze      | Karen Cockburn   | Huan Shanshan     |
| 3. | Pekin 2008          | He Wenna            | Karen Cockburn   | Jekaterina Chilko |
| 4. | Londyn 2012         | Rosannagh MacLennan | Huang Shanshan   | He Wenna          |
| 5. | Rio de Janeiro 2016 | Rosannagh MacLennan | Bryon Page       | Li Dan            |